# 張春根
張 春根（チャン・チュングン、朝鮮語: 장춘근、1917年7月25日 - 1977年1月1日）は、大韓民国の政治家。第5代韓国国会議員。

## 経歴
日本統治時代の江原道（現・江原特別自治道）平昌郡出身。江陵普通学校（現・江陵初等学校）卒。蓬坪面議会議員、平昌建国準備委員会民安部長、大韓独立促成国民会蓬坪面青年団長、蓬坪義勇消防隊長、蓬坪護国青年団長、蓬坪タバコ耕作組合評議員、蓬坪面長を務めた。1960年の第5代総選挙では平昌郡選挙区から無所属で出馬し当選した。1977年に死去、享年59。